# Eveline Burchill
Pour les articles homonymes, voir Burchill.
Eveline Burchill (20 novembre 1905 - 18 janvier 1987) est une professeur de danse irlandaise.

## Biographie
Eveline Burchill naît à Cork le 20 novembre 1905. Elle est l'une des quatre enfants de James Orr Burchill et Lucy Burchill (née Power). Son père est directeur général de la société de machines à coudre Singer. La famille déménage à Dublin et vit sur Eaton Square, Terenure. Burchill fréquente l'école diocésaine de Dublin. Sur les conseils de leur médecin de famille, en raison de sa santé délicate, Burchill se met à danser. Elle déménage à Londres pour étudier la danse à temps plein à l'adolescence, pour étudier le ballet avec Judith Espinosa et la danse de salon de Josephine Bradley. Elle joue dans un ballet au Plaza Theatre, Londres à l'âge de 15 ans.
Burchill décide de se concentrer sur l'enseignement plutôt que sur la performance et retourne à Dublin dans les années 1920. Elle crée sa propre académie de danse à Rathmines et donne également des cours à l'hôtel Moran. Elle enseigne les styles d'adagio, de ballet, de salle de bal, de caractère et de danse latine. Elle déménage l'académie au 122A St Stephen's Green West en 1940, avec une école subsidiaire plus tard, le Studio Stella Ballroom à Rathmines. Elle épouse George Begley, un ancien élève, en juillet 1943. Le couple dirige les écoles ensemble jusqu'à leur séparation en 1953. Après leur divorce, Begley reprend l'école de Rathmines. Après que le 122 St Stephen's Green soit démoli en 1974, Burchill enseigne dans la salle de la Rathmines and Rathgar Musical Society, entre autres. Elle prend sa retraite en 1983. Jusqu'en 1973, elle donne des récitals de danse tous les deux ans à Dublin, d'abord au Theatre Royal puis au Gaiety Theatre. Elle a conçu les costumes et organisé la chorégraphie avec l'aide de sa sœur, Sheela Ballagh. Elle a collaboré avec Austin Clarke et Mary Davenport O'Neill,.
Burchill a été arbitre lors de compétitions de danse de salon à travers la Grande-Bretagne et l'Europe, y compris les championnats internationaux de danse de salon à l'Albert Hall de Londres en 1963. Elle a régulièrement assisté au congrès de Londres de l'Imperial Society of Teachers of Dancing (en) en tant que boursière. Lynn Doyle a écrit deux ballets pour Burchill, The servants’ ball et Wild oats. Lorsqu'elle quitte son appartement de St Stephen's Green, elle déménage à Cross Avenue, Blackrock, Dublin. Elle meurt dans une maison de soins du comté de Dublin le 18 janvier 1987 et est enterrée au cimetière de Mount Jerome.